# Bischofstangare

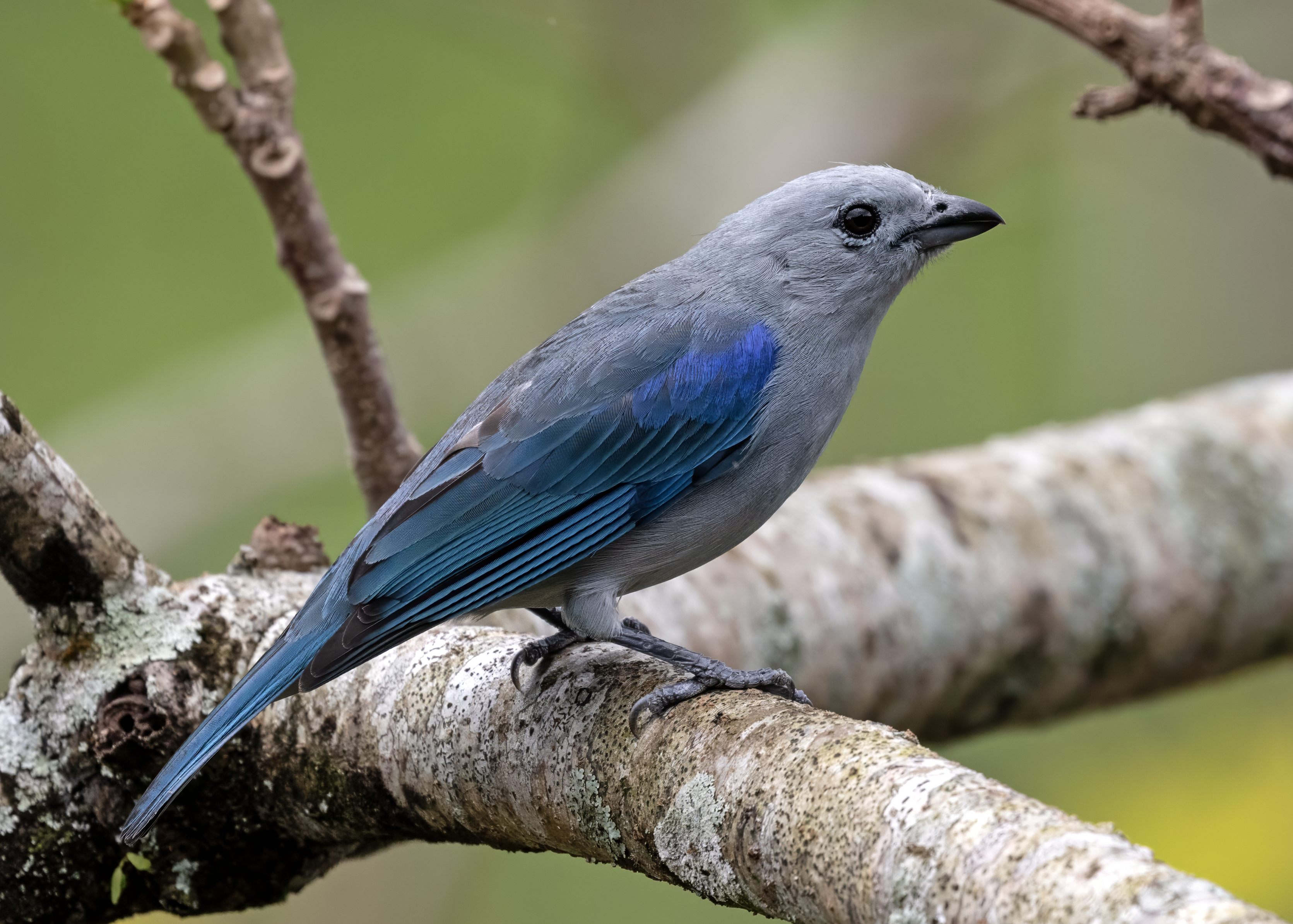
Bischofstangare (Thraupis episcopus), Männchen

Verbreitungskarte

Die Bischofstangare (Thraupis episcopus, Syn.: Tangara episcopus), auch Blautangare oder Blaugraue Tangare genannt, ist eine Vogelart der Gattung der Thraupis aus der Familie der Tangaren (Thraupidae). Ihr natürliches Verbreitungsgebiet reicht von Mexiko bis nach Peru und dem Nordwesten Brasiliens. Die Art kommt außerdem auf Tobago und Trinidad vor.

## Beschreibung
Das Körpergefieder der Bischofstangare ist schiefergrau. Die Flügeloberdecken sind grünbläulich bis türkisblau gefärbt. Weibchen sind ähnlich wie die Männchen gefärbt, ihr Gefieder hat jedoch einen mehr grünlichen Farbton. Der Gesang der Blautangare ist ein quietschend wirkendes Gezwitscher.

## Fortpflanzung
Die Vögel sind Freibrüter. Das Weibchen legt zwei bis drei Eier. Die Brutdauer beträgt 13 bis 14 Tage.

## Unterarten
Es sind vierzehn Unterarten beschrieben, die sich vor allem in ihrer Färbung und ihrem Verbreitungsgebiet unterscheiden:
- Thraupis episcopus cana (Swainson, 1834)[2][A 1] kommt im Südosten Mexikos bis in den Nordosten Kolumbiens und den Norden Venezuelas vor.
- Thraupis episcopus caesitia Wetmore, 1959[3] ist in der Provinz Bocas del Toro verbreitet.
- Thraupis episcopus cumatilis Wetmore, 1957[4] kommt auf der Coiba-Inse vor.
- Thraupis episcopus nesophila Riley, 1912[5] ist im Osten Kolumbiens über den Osten Venezuelas und auf Trinidad verbreitet.
- Thraupis episcopus berlepschi (Dalmas, 1900)[6] kommt auf Tobago vor.
- Thraupis episcopus mediana Zimmer, JT, 1944[7] ist im Südosten Kolumbiens und dem Süden Venezuelas bis ins nördliche Bolivien verbreitet.
- Thraupis episcopus episcopus (Linnaeus, 1766)[8] kommt in Guyana, Suriname, Französisch-Guayana bis Zentralbrasilien vor.
- Thraupis episcopus ehrenreichi (Reichenow, 1915)[9] ist am Rio Purus im Nordwesten Brasiliens verbreitet.
- Thraupis episcopus leucoptera (Sclater, PL, 1886)[10] kommt in Zentralkolumbien vor.
- Thraupis episcopus quaesita Bangs & Noble, 1918[11] ist im Südwesten Kolumbiens bis in den Nordwesten Perus verbreitet.
- Thraupis episcopus caerulea Zimmer, JT, 1929[12] kommt im Südosten Ecuadors und dem Norden Perus vor
- Thraupis episcopus major (Berlepsch & Stolzmann, 1896)[13] ist in Zentralperu verbreitet.
- Thraupis episcopus urubambae Zimmer, JT, 1944[14] kommt im Südosten Perus vor.
- Thraupis episcopus coelestis (Spix, 1825)[15] ist vom südöstlichen Kolumbien, im östlichen Ecuador bis ins westliche Brasilien und Zentralperu verbreitet.